# Mistrzostwa NAIA w Zapasach w 2020
Mistrzostwa NAIA w zapasach rozegrane zostały w Park City w dniach 6–7 marca 2020 roku. Zawody odbyły się na terenie Hartman Arena.

## Wyniki

### Drużynowo
| Kolejność | Szkoła                        | Zespół       |
| --------- | ----------------------------- | ------------ |
| 1.        | Grand View University         | Vikings      |
| 2.        | Menlo College                 | Oaks         |
| 3.        | Reinhardt University          | Eagles       |
| 4.        | University of the Cumberlands | Patriots     |
| 5.        | Lindsey Wilson College        | Blue Raiders |
| 6.        | Baker University              | Wildcats     |
| 7.        | Campbellsville University     | Tigers       |
| 8.        | Oklahoma City University      | Stars        |

### All American

#### 125 lb
| Lp. | Zawodnik        | Szkoła         |
| --- | --------------- | -------------- |
| 1.  | Nick Kunz       | MSU Northern   |
| 2.  | Justin Portillo | Grand View     |
| 3.  | Emmanuel Browne | Baker          |
| 4.  | Jacob Mendoza   | Menlo          |
| 5.  | Alexander Nunez | Life Pacific   |
| 6.  | Riley Siason    | Menlo          |
| 7.  | Koby Milner     | Reinhardt      |
| 8.  | Jordan Martinez | Campbellsville |

#### 133 lb
| Lp. | Zawodnik              | Szkoła         |
| --- | --------------------- | -------------- |
| 1.  | Blaysen Terukina      | Menlo          |
| 2.  | Austin Wallace-Lister | Warner Pacific |
| 3.  | Jacob Seto            | Cumberlands    |
| 4.  | Drake Foster          | Oklahoma City  |
| 5.  | Alberto Garcia        | Concordia      |
| 6.  | Sean Deshazer         | Life           |
| 7.  | Conner Gimson         | Indiana Tech   |
| 8.  | Matt Gimson           | Indiana Tech   |

#### 141 lb
| Lp. | Zawodnik          | Szkoła         |
| --- | ----------------- | -------------- |
| 1.  | Baterdene Boldmaa | Doane          |
| 2.  | Kendon Lee        | Grand View     |
| 3.  | Brandon James     | Marian         |
| 4.  | Trent Johnson     | Lindsey Wilson |
| 5.  | Trent Leon        | Reinhardt      |
| 6.  | Connor Holman     | Oklahoma City  |
| 7.  | Jody McAlister    | Reinhardt      |
| 8.  | John Fox          | York           |

#### 149 lb
| Lp. | Zawodnik          | Szkoła          |
| --- | ----------------- | --------------- |
| 1.  | Tres Leon         | Cumberlands     |
| 2.  | Denver Stonecheck | Life            |
| 3.  | Devin Everk       | Menlo           |
| 4.  | Tanner Abbas      | Grand View      |
| 5.  | Michael Diemer    | Campbellsville  |
| 6.  | Richard Pocock    | Missouri Valley |
| 7.  | Joe Eads          | William Penn    |
| 8.  | Baltazar Loza     | Oklahoma City   |

#### 157 lb
| Lp. | Zawodnik                  | Szkoła                    |
| --- | ------------------------- | ------------------------- |
| 1.  | Renaldo Rodriguez-Spencer | Grand View                |
| 2.  | Casey Dobson              | Providence                |
| 3.  | Nolan Saxton              | Reinhardt                 |
| 4.  | Derrick Smallwood         | Lindsey Wilson            |
| 5.  | Dylan Chatterton          | Southeastern              |
| 6.  | Dalton Jensen             | Grand View                |
| 7.  | Jon McGowan               | Oklahoma City             |
| 8.  | Beau Blackham             | Embry–Riddle Aeronautical |

#### 165 lb
| Lp. | Zawodnik         | Szkoła                    |
| --- | ---------------- | ------------------------- |
| 1.  | Brennan Swafford | Graceland                 |
| 2.  | Justin George    | Reinhardt                 |
| 3.  | Kyle Caldwell    | Grand View                |
| 4.  | Isaiah Luellen   | Baker                     |
| 5.  | Elias Vaoifi     | Missouri Valley           |
| 6.  | Giovanni Bonilla | Grand View                |
| 7.  | Taylor Owens     | Embry–Riddle Aeronautical |
| 8.  | Andrew Null      | Northwestern              |

#### 174 lb
| Lp. | Zawodnik       | Szkoła                    |
| --- | -------------- | ------------------------- |
| 1.  | Lucas Lovvorn  | Baker                     |
| 2.  | Chase Vincent  | Oklahoma City             |
| 3.  | Nathan Walton  | Cumberland                |
| 4.  | Daniel Butler  | Embry–Riddle Aeronautical |
| 5.  | Mahlic Sallah  | Campbellsville            |
| 6.  | Michael Carew  | Reinhardt                 |
| 7.  | Coleman Bryant | Southeastern              |
| 8.  | Armon Fayyazi  | Vanguard                  |

#### 184 lb
| Lp. | Zawodnik        | Szkoła         |
| --- | --------------- | -------------- |
| 1.  | Anthony Orozco  | Menlo          |
| 2.  | Riley Jaramillo | Saint Mary     |
| 3.  | Trevor Lawson   | Lindsey Wilson |
| 4.  | Antonio Stewart | Reinhardt      |
| 5.  | Kendrick Jones  | Grand View     |
| 6.  | Colton Gonzalez | Marian         |
| 7.  | Jacob Smith     | Baker          |
| 8.  | Eric Vermillion | Indiana Tech   |

#### 197 lb
| Lp. | Zawodnik        | Szkoła           |
| --- | --------------- | ---------------- |
| 1.  | Evan Hansen     | Grand View       |
| 2.  | Isaac Bartel    | MSU Northern     |
| 3.  | Owen Braungardt | Missouri Baptist |
| 4.  | Ramsey Bloy     | Cumberlands      |
| 5.  | David Dow       | Baker            |
| 6.  | Zach Linton     | Campbellsville   |
| 7.  | John Hensley    | Providence       |
| 8.  | Eric Deluse     | Cumberlands      |

#### 285 lb
| Lp. | Zawodnik         | Szkoła             |
| --- | ---------------- | ------------------ |
| 1.  | Brandon Reed     | Lindsey Wilson     |
| 2.  | Tanner Farmer    | Concordia          |
| 3.  | Ashton Mutuwa    | Campbellsville     |
| 4.  | Shawn Beeson     | Graceland          |
| 5.  | Nick Fowler      | Calumet St. Joseph |
| 6.  | Justin Harbison  | Providence         |
| 7.  | Patrick Depiazza | Cumberland         |
| 8.  | Matt Kent        | Grand View         |